# Postbank (financiële instelling)
Een postbank is een door de posterijen bedreven bank. In veel landen in Europa werd rond 1900 door de landelijke of plaatselijke overheid een eigen bank (girodienst) opgezet om burgers toegang te bieden tot giraal sparen en/of betalen, dus zonder contant geld. Men ziet echter ook postbanken die vanaf de jaren 1990 werden opgericht, en die een gezamenlijke onderneming zijn van een bankinstelling (met financiële kennis) en een postbedrijf (met een kantorennetwerk), of ontstonden door financiële activiteiten van de posterijen af te splitsen.

## Postbanken
Enkele postbanken in en buiten Europa, met jaar van oprichting
- Nederland: Postbank N.V. - 1880 (rijkspostspaarbank) / 1917 (Gemeentegiro Amsterdam) / 1918 (Postcheque- en Girodienst) - in 2009 opgegaan in de ING bank
- België: Bank van de Post - 1995 (min of meer opvolger van de in 1912 opgerichte Postcheque, dat een onderdeel was van De Post).
- Duitsland: Deutsche Postbank AG - 1909
- Frankrijk: La Banque postale - in 2006 verzelfstandigd binnen de posterijen (La Poste), die in 1918 de postcheque hadden geïntroduceerd
- Griekenland: TT Hellenic Postbank - in 2013 overgenomen door Eurobank Ergasias - 1900
- Ierland: Postbank - 2007
- Noorwegen: Postbanken, in 1999 samengegaan en nu in handen van DnB NOR - 1948
- Nieuw-Zeeland: PostBank - in 1987 afgesplitst van de posterijen, inmiddels overgenomen